# Luton Town F.C.
Luton Town Football Club er en engelsk fodboldklub fra Luton, som spiller i landets tredje bedste række, League One.

## Historie
Luton Town Football Club blev grundlagt i 1885 og blev professionelle i 1890. Klubben kom for første gang i den bedste række, First Division, i 1955-56 sæsonen. De kom i 1959 hele vejen til finalen i FA Cup. Klubben led herefter dog store økonomiske problemer, og styrtede ned igennem de engelske rækker, og i 1965-66 spillede de i den fjerde bedste række. Det lykkedes dog klubben at vende ting om, og vendte tilbage til den bedste række i 1974-75 sæsonen.
Lutons bedste periode var mellem 1982-92, hvor at de havde deres længste periode i den bedste række. Holdet rykkede i 1992 ned, og over de næste femten år spillede de hovedsageligt i den næstbedste række. Klubben kom dog i 2006-07 sæsonen i seriøse økonomiske problemer, som resulterede i at klubben over de næste 3 sæsoner rykkede ned 3 gange i streg, og helt rykkede ud af Football League strukturen.
Luton vendte efter 5 år udenfor Football League tilbage, da de i 2013-14 sæsonen sikrede sig oprykning til League Two. De rykkede i 2017-18 sæsonen op til League One, og lykkedes at gøre 2 oprykninger på 2 år, da de i 2018-19 rykkede op i Championship. Luton var seriøst truet af nedrykning i 2019-20 sæsonen, og lå 10 point under stregen i februar 2020, men efter Nathan Jones blev hyret som træner, lykkedes det Luton at vende skuden, og sikre overlevning i Championship.

## Nuværende spillertrup
Oversigten er opdateret til og med 13. maj 2025
| Nr. | Land     | Position | Spiller           |
| --- | -------- | -------- | ----------------- |
| 1   | England  | MM       | James Shea        |
| 2   | England  | FO       | Reuell Walters    |
| 3   | Jamaica  | FO       | Amari'i Bell      |
| 4   | Wales    | FO       | Tom Lockyer       |
| 5   | Danmark  | FO       | Mads Andersen     |
| 6   | Irland   | FO       | Mark McGuinness   |
| 7   | Nigeria  | AN       | Victor Moses      |
| 8   | Norge    | MI       | Thelo Aasgaard    |
| 9   | England  | AN       | Carlton Morris    |
| 11  | England  | AN       | Elijah Adebayo    |
| 12  | Skotland | FO       | Kal Naismith      |
| 13  | Zimbabwe | MI       | Marvelous Nakamba |
| 14  | Holland  | AN       | Tahith Chong      |
| 15  | England  | FO       | Teden Mengi       |
| 16  | England  | FO       | Reece Burke       |

| Nr. | Land                        | Position | Spiller          |
| --- | --------------------------- | -------- | ---------------- |
| 18  | England                     | MI       | Jordan Clark     |
| 19  | Skotland                    | AN       | Jacob Brown      |
| 20  | England                     | MI       | Liam Walsh       |
| 21  | Irland                      | AN       | Millenic Alli    |
| 22  | Spanien                     | MI       | Lamine Fanne     |
| 23  | Holland                     | MM       | Tim Krul         |
| 24  | Belgien                     | MM       | Thomas Kaminski  |
| 25  | Guyana                      | AN       | Isaiah Jones     |
| 26  | Grenada                     | MI       | Shandon Baptiste |
| 27  | Japan                       | FO       | Daiki Hashioka   |
| 28  | Demokratiske Republik Congo | FO       | Christ Makosso   |
| 37  | England                     | MI       | Zack Nelson      |
| 38  | England                     | FO       | Joe Johnson      |
| 44  | Norge                       | AN       | Lasse Nordås     |
| 45  | England                     | MI       | Alfie Doughty    |
| 47  | England                     | AN       | Josh Bowler      |

### Udlånt
| Nr. | Land    | Position | Spiller                                   |
| --- | ------- | -------- | ----------------------------------------- |
| 6   | Irland  | MI       | Glen Rea (Udlånt til Wigan Athletic)      |
| 10  | England | AN       | Elliot Lee (Udlånt til Charlton Athletic) |

| Nr. | Land    | Position | Spiller                                 |
| --- | ------- | -------- | --------------------------------------- |
| 19  | England | MI       | Dion Pereira (Udlånt til Bradford City) |